# Archivo Histórico de la Comunidad Valenciana
El Archivo Histórico de la Comunidad Valenciana, antes denominado Archivo Central de la Generalidad, es el archivo que actúa como cabecera del Sistema Archivístico Valenciano y tiene la función de archivo histórico que conserva y sirve los fondos documentales de la Generalidad Valenciana más las donaciones consideradas patrimonio documental valenciano. La documentación de la administración autonómica valenciana de más de 30 años se conserva en este archivo mientras que la de inferior antigüedad es transferida al Archivo Intermedio de la Generalidad.

## Historia
Mediante el Decreto 57/1984, de 21 de mayo, se creó el Archivo Central de la Generalidad Valenciana, convirtiéndose en "el primer archivo de una comunidad autónoma que se creó". Este decreto establecía la misión del archivo y, aunque la denominación decía "central", por sus funciones era un archivo general donde se enviaba la documentación que perdía la vigencia administrativa de le administración autonómica valenciana. El 12 de febrero de 1988 se inauguró el nuevo edificio del archivo con capacidad para 20 kilómetros lineales de documentación repartidos entre 13 depósitos con estanterías compactas y convencionales. El arquitecto responsable del edificio fue Carlos Salvadores.
Más adelante, la Ley 3/2005 de 15 de junio de la Generalidad, de Archivos estableció que es el archivo cabecera del Sistema Archivístico Valenciano y que es un archivo histórico, exclusivamente.
El 2006 se construyó el Archivo Intermedio de la Generalidad Valenciana para que no se acumulara tanta documentación en este archivo.
El 2009 se cambió la denominación oficial de Archivo de la Generalidad a la actual denominación con la modificación de la Ley 3/2005 de Archivos. El mismo año, la Asociación de Archiveros y Gestores de Documentos Valencianos afirmá que el Archivo Histórico no contaba con suficiente personal técnico.
El 2011, el Conseller de Educación, Alejandro Font de Mora, y la Consellera de Cultura, Trini Miró, acordaron que se trasladaran más de 50.000 documentos del archivo histórico del Instituto Luis Vives al archivo.
El 2014, una diputada de las Cortes Valencianas afirmó que la documentación administrativa de RTVV pasaría al Archivo Histórico de la Comunidad Valenciana.
El 2016 pasó a estar adscrita funcionalmente a la Dirección General de Cultura y Patrimonio.
El 2018 la Junta de Expurgo de Documentos Judiciales envió al archivo 1.396 documentos de la Guerra Civil que estaban almacenados en el archivo judicial de Riba-roja. Estos documentos fueron catalogados el 2020.

## Edificio
El actual edificio, ubicado en la avenida Campanar, 32, de Valencia, fue inaugurado el 1988 y consta de 6.000 metros cuadrados de superficie, integrado en otra organización. El archivo en sí ocupa la mitad de la planta baja y toda la primera planta.
En la planta baja están las oficinas, la sala de consulta, la dirección, la sala de trabajos técnicos, la recepción, el muelle y un depósito. En la planta alta hay 12 depósitos. El julio de 2007 fueron ocupados varios locales de la planta baja para la nueva Consejería de Cultura y Deporte, dejando solamente un espacio mínimo para la consulta y los trabajos técnicos del archivo. Cuenta con una dependencia que agrupa tanto la zona privada como la pública, donde está el despacho de la dirección y una pequeña zona para la consulta de documentos.
La membrana impermeabilizante está aparentemente dañada, sufriendo goteras casi permanentemente. Collado López (2016, p. 245) adjuntó fotografías de estos daños y de les goteras en su trabajo de tesis doctoral.

## Fondos
Los usuarios pueden acceder a SAVEX (Sistema Archivístico Valenciano en Red),  localizar la documentación que ha sido digitalizada y consultarla. SAVEX es un sistema de información y gestión integral común a todos los archivos del Sistema Archivístico Valenciano para dotarlos de una única herramienta de trabajo que les permite trabajar en red. Esto supone no solamente la normalización de los procedimientos de trabajo archivístico, sino también una mayor protección, organización y difusión del patrimonio documental valenciano.